# Cantone di Le Raincy
Il Cantone di Le Raincy era una divisione amministrativa dell'arrondissement di Le Raincy.
È stato soppresso a seguito della riforma complessiva dei cantoni del 2014, che è entrata in vigore con le elezioni dipartimentali del 2015.
Comprendeva i comuni di
- Clichy-sous-Bois
- Le Raincy